# Jaydy Michel
Jaydy Ann Michel Brixon (Guadalajara, 20 de diciembre de 1975) es una modelo y actriz mexicana que fue conductora del programa Mexico's Next Top Model. Interpretó a Celia en la serie de TV, Los Serrano.

## Biografía
Es la menor de tres hermanos. Estudió dos años de periodismo. En Estados Unidos hizo sus primeras fotos profesionales como modelo.
Ha trabajado en la película Isi/Disi. Amor a lo bestia (2004), protagonizado por Santiago Segura y Florentino Fernández. Entre 2007 y 2008, trabajó en la serie española de televisión Los Serrano con el personaje de Celia Montenegro, una profesora de inglés.
El 30 de diciembre de 1999 se casó con el cantante español Alejandro Sanz, y en 2001 tuvieron una hija llamada Manuela. Se separaron en 2004. Desde 2006 tiene una relación amorosa con el exjugador de fútbol mexicano Rafael Márquez. El 4 de enero de 2011 la pareja se casó en Manzanillo, México. El 16 de junio de 2016 nació Leonardo, el primer hijo de la pareja, segundo de Jaydy y tercero de Rafael.

## Modelaje
Jaydy ha desfilado en las principales pasarelas del mundo para diseñadores de la talla de Torretta, Javier Larrainzar y Ágatha Ruiz de la Prada. También ha sido portada de las más importantes revista de moda  mexicanas e internacionales, como Elle, Marie Claire, Woman, GQ, Chic, Telva, Vogue (ediciones España y México), ¡Hola! y Ocean Drive, entre otras muchas.  
Entre sus campañas se pueden mencionar reconocidas marcas como Tous, Wella, Tous Touch Fragance, Gillette o Platino Lingerie. 
Fue la presentadora de la cuarta temporada (2014) del reality show Mexico's Next Top Model reemplazando a la top model Elsa Benitez.